# Elżbieta (II) Erykówna
Elżbieta (II) Erykówna (ur. najwcz. 1463, zm. po 22 października 1516) – prawdopodobna, druga o tym imieniu córka Eryka II, księcia wołogoskiego, słupskiego i szczecińskiego oraz Zofii.
Jej postać identyfikowana jest z córką Eryka II i Zofii. Z zachowanych dokumentów klasztornych wynika, że była ksienią klasztoru w Krumminie, a następnie przełożoną benektynek w Verchen, gdzie pozostał po niej testament sporządzony 22 października 1516. Wkrótce, jeszcze w tym samym roku zmarła. Pochowano ją w kościele klasztornym w Verchen.

## Genealogia
| Warcisław IX ur. 1395? lub w okr. 1395–1400 zm. 17 IV 1457 | Warcisław IX ur. 1395? lub w okr. 1395–1400 zm. 17 IV 1457 |                                                       |                                                       | Zofia ur. najwcz. 1374 zm. 1462 | Zofia ur. najwcz. 1374 zm. 1462 |  |  | Bogusław IX ur. najp. 1405 zm. 7 XII 1446 | Bogusław IX ur. najp. 1405 zm. 7 XII 1446 |                                     |                                     | Maria mazowiecka ur. najp. w okr. 1412–1415 zm. 18 II 1454 | Maria mazowiecka ur. najp. w okr. 1412–1415 zm. 18 II 1454 |
|                                                            |                                                            |                                                       |                                                       |                                 |                                 |  |  |                                           |                                           |                                     |                                     |                                                            |                                                            |
|                                                            |                                                            |                                                       |                                                       |                                 |                                 |  |  |                                           |                                           |                                     |                                     |                                                            |                                                            |
|                                                            |                                                            | Eryk II ur. w okr. 1418–1425 lub późn. zm. 5 VII 1474 | Eryk II ur. w okr. 1418–1425 lub późn. zm. 5 VII 1474 |                                 |                                 |  |  |                                           |                                           | Zofia ur. ok. 1434 zm. 24 VIII 1497 | Zofia ur. ok. 1434 zm. 24 VIII 1497 |                                                            |                                                            |
|                                                            |                                                            |                                                       |                                                       |                                 |                                 |  |  |                                           |                                           |                                     |                                     |                                                            |                                                            |
|                                                            |                                                            |                                                       |                                                       |                                 |                                 |  |  |                                           |                                           |                                     |                                     |                                                            |                                                            |
|                                                            |                                                            |                                                       |                                                       |                                 |                                 |  |  |                                           |                                           |                                     |                                     |                                                            |                                                            |

|  |  |  |  | Elżbieta (II) Erykówna (ur. najwcz. 1463, zm. po 22 X 1516) |